# Dosseh
Dosseh, de son vrai nom Dorian N'Goumou, né le 26 janvier 1985 à Orléans, est un rappeur, producteur exécutif et acteur français. 
Il se fait connaitre avec des mixtapes et ses apparitions sur celles d'autres artistes. Il est le frère cadet de Pit Baccardi.

## Biographie

### Jeunesse
Dosseh est né le 26 janvier 1985 à Orléans, dans le Loiret, et est originaire de Saint-Jean-de-la-Ruelle. Il est également d'origines camerounaise et togolaise.  

### Carrière
Il commence à écrire ses premiers textes entre 13 et 14 ans, et se fait remarquer par son apparition dans des albums, divers projets et autres mixtapes ainsi qu’avec des collaborations avec des artistes tels que Booba et Seth Gueko. Il collabore également avec de nombreux artistes tels que Niro, Sofiane, Seth Gueko, Kaaris, Rim'K, Pit Baccardi, Youssoupha, et Médine. 
En 2011, il lance sa série de mixtapes intitulée Summer Crack. Il participe à des compilations de rap comme We Made It en 2012,. Le 24 juin 2013, Dosseh publie son premier film intitulé Karma, avec de nombreux rappeurs de son entourage tels que Sofiane, Niro, Bassirou, Escobar Macson, Lalcko et Seth Gueko. Publié sous format CD/DVD et en téléchargement légal, le film parle du parcours du rappeur Dosseh qui n'arrive pas à faire un choix entre la musique et l'illicite. En octobre 2014, le rappeur rejoint le Label Def Jam France qui devrait lui permettre de s'élever dans sa carrière. En décembre 2014, le rappeur sort Le coup du patron en featuring avec Gradur et Joke, titre qui atteindra la dixième place des charts français.
2015 marque le retour dans les bacs de Dosseh avec un street-album intitulée Perestroïka sortie le 16 mars ; en parallèle, Dosseh annonce la sortie de son premier album studio, Yuri. Concernant Perestroïka, Dosseh explique que « [la mixtape] était une manière de me repositionner par rapport à ma première partie de carrière. » Il a lui-même avoué dans l'interview pour l'Abcdr du son vouloir reproduire la manière dont le rappeur Niro s'était fait connaître : Un street album avec Paraplégique, une mixtape avec Réeducation et un album avec Miraculé . Pour Dosseh, Perestroïka le street album, Summer crack music volume III pour la mixtape et YURI pour l'album. Perestroïka se classe 13e des classements français, 30e des classements belges, et 75e des classements suisses,. En novembre une publication Instagram de Young Thug en sa compagnie laisse entrevoir la possibilité d'une collaboration lors du tournage d'un clip. Il a également fait un morceau en collaboration avec le rappeur de Toronto Tory Lanez. 
En mai 2016, il annonce le premier extrait de son album Yuri, intitulé Milliers d'euros publié le 13 juin. Suivront les singles Abel et Caïn et Infréquentables en feat avec Booba, sortis respectivement en septembre et octobre 2016. Par ailleurs, Dosseh annonce la sortie de Yuri pour le 4 novembre 2016, album qui sera certifié disque d'or avec plus de 50 000 albums vendus[réf. nécessaire]. Le 21 juillet 2017, Dosseh sort son single PDCV (Pas Dans Cette Vie) accompagné d'un clip. 
Le 6 juillet 2018 sort l'album Vidalo$$a, certifié disque de platine en 2020 et contenant notamment le titre Habitué certifié diamant.  
Le 12 juillet 2019 sort la mixtape Summer Crack 4, certifié disque d'or en décembre 2023, contenant notamment les titres L'odeur du charbon en  featuring avec Maes, certifié platine, et Thaïlande en featuring avec Bramsito certifié or.
Le 30 novembre 2022 sort l'album Trop tôt pour mourir, certifié disque d'or en juin 2024, contenant notamment des featurings avec Tiakola, Zed, Werenoi, Leto, Lacrim, Dinos et Momsii. 

## Discographie

### Apparitions
- 2004 : Sinik feat. Dosseh et Pit Baccardi - Urbaine poésie (sur le projet En attendant l'album de Sinik
- 2004: Pit baccardi , la cohorte , Dosseh . Le son de la street . ( sur le projet street lourd , Dj Mosko, Teddy corona et mista flow )
- 2009 : Dosseh - Non-stop (sur la mixtape Autopsie Vol. 3 + Les inédits de Booba)
- 2010 : Seth Gueko feat. Dosseh et Kennedy - C’est la merde (sur sa mixtape Desperadoss)
- 2010 : Booba feat. Dosseh - 45 Scientific (sur l'album Lunatic de Booba)
- 2010 : Escobar Mascon - Tout le monde d'accord (sur l'album Bestial - Chapitre 1er d'Escobar Mascon)
- 2010 : Ol Kainry feat. B.O. Digital, Dosseh, FTK, James Izmad, Ramón, Sam's, Sofiane et Tito Prince - Clac clac (sur la mixtape Iron Mic 2.0 d'Ol' Kainry)
- 2011 : Lalcko feat. Dosseh - Tradition du combat (sur l'album L’eau lave mais l’argent rend propre Lalcko)
- 2011 : Nakk Mendosa feat. Dosseh et Seth Gueko - J'suis un lion (sur la mixtape Le Monde est mon pays de Nakk Mendosa)
- 2011 : Still Fresh feat. Dosseh - Mise en garde (sur l'album Mes rêves de Still Fresh)
- 2011 : 28 Zaheef feat. Dosseh et Zesau - État brut
- 2011 : Niro feat. Dosseh, Lino et Seth Gueko - Dans to kwaah (Remix) (sur le street album Paraplégique de Niro)
- 2012 : Kennedy feat. Dosseh - Blue Magic (sur l'album Sur écoute de Kennedy)
- 2012 : Smoker feat. Dosseh, Kennedy, Nubi et Seth Gueko - Zbeul dans ta soirée
- 2012 : Nakk Mendosa feat. Dosseh et R.E.D.K. - La sentence (Remix) (sur l'album Darksun de Nakk Mendosa)
- 2013 : $wagg feat. Dosseh - All I Gotta Say
- 2013 : Sofiane feat. Dosseh - Boxe avec les mots (Remix) (sur le street album Blacklist 2 de Sofiane)
- 2013 : Ghetto Fabulous Gang feat. Dosseh, Néoklash, Shone et Sofiane - Expandables (sur l'album La Mort du rap game (Ici bas rien n’est éternel) du Ghetto Fabulous Gang)
- 2013 : Ppros feat. Dosseh - Calité (sur l'EP Calité de Ppros)
- 2013 : Ateyaba feat. Dosseh - Miley (sur l'album Ateyaba d'Ateyaba)
- 2014 : Bassirou feat. Dosseh - Le Score (sur l'EP Def Jam EP 2 de Bassirou)
- 2014 : Rock Blood feat. Dosseh - Panamera
- 2015 : Lino feat. Balastik Dogg, Dosseh, Escobar Macson, Mokless, Nakk Mendosa, Sam's et Sofiane - Freestyle Skyrock (15 janvier 2015)
- 2018 : Dinos, Dosseh et S-Pion - Bet Cypher 2018 #4
- 2019 : Seth Gueko feat. Dosseh - Barry White Trash (sur l'album Destroy de Seth Gueko)
- 2019 : NAAR feat. Dosseh - Kssiri (sur l'album Safar de NAAR)
- 2019 : Jorja Smith feat. Dosseh - Blue Lights [French Remix]
- 2019 : Toma feat. Dosseh et Small-X - Hypersensible
- 2019 : Dosseh, Sizlac - Les histoires (sur la double-compile Game Over 2 du label 50K Editions)
- 2019 : Lefa feat. Dosseh - Spécial (sur l'album FAME de Lefa)
- 2019 : TY1 feat. Capo Plaza, Dosseh - C'est la vie
- 2019 : Dinos feat. Dosseh - Taciturne (sur l'album Taciturne de Dinos)
- 2019 : Izi feat. Dosseh - Cometa
- 2019 : Mister V feat. Dosseh - Gang (sur l'album MVP de Mister V)
- 2020 : Twinsmatic feat. Dosseh - Trap (sur l'album Atlas de Twinsmatic)
- 2020 : KPoint feat. Dosseh - Choix de vie (sur l’album NDRX de KPoint)
- 2020 : Negrito feat. Dosseh - Puh puh (sur l’EP Le début de la faim de Negrito)
- 2023 : Mig & Dosseh - Sur écoute (sur le crossover Du Nord au Sud)

### Distinction
| Année           | Travail nommé | Catégorie              | Résultat   |
| --------------- | ------------- | ---------------------- | ---------- |
| BET Awards 2019 | Dosseh        | Best International Act | Nomination |

## Filmographie

### Clips vidéos
| Titre                                    | Année | Album             | Réalisateur                  |
| ---------------------------------------- | ----- | ----------------- | ---------------------------- |
| Illuminati                               | 2014  | Perestroïka       | Nicolas Noel NVZ Productions |
| Boyscout                                 | 2014  | Perestroïka       | Nicolas Noel NVZ Productions |
| Le Coup du patron (feat. Gradur et Joke) | 2014  | Perestroïka       | Nicolas Noel NVZ Productions |
| Le Dehors                                | 2015  | Perestroïka       | Threzor Eilhs                |
| Bouteilles et Glocks (feat. Kaaris)      | 2015  | Perestroïka       | Nicolas Noel NVZ Productions |
| Bando                                    | 2015  | Perestroïka       | Beat Bounce                  |
| Scarla                                   | 2015  | Perestroïka       | Beat Bounce                  |
| Été au tieks                             | 2015  | Summer Crack 3    | Charly Clodion               |
| Brolyk                                   | 2015  | Summer Crack 3    | Cédric Cayla                 |
| Oublier (feat. Magasco)                  | 2015  | Summer Crack 3    | Charly Clodion               |
| Milliers d'Euros (feat. Young Thug)      | 2016  | Yuri              |                              |
| African History X                        | 2016  | Yuri              | Beat Bounce                  |
| Abel et Caïn                             | 2016  | Yuri              | Beat Bounce                  |
| Infréquentables (feat. Booba)            | 2016  | Yuri              | Chris Macari                 |
| Myah Bay                                 | 2016  | Yuri              | Cédrick Cayla                |
| Solo                                     | 2017  | Yuri              | Beat Bounce                  |
| PDCV (Pas Dans Cette Vie)                | 2017  | Vidalo$$a         | Christopher H                |
| Tout est neuf (feat. Sadek)              | 2018  | Vidalo$$a         | Chris Macari                 |
| KFC                                      | 2018  | Vidalo$$a         | Chris Macari                 |
| Papillon (feat. 13 Block)                | 2018  | Vidalo$$a         | Chris Macari                 |
| Habitué                                  | 2018  | Vidalo$$a         | Chris Macari                 |
| VLT (feat. Lacrim)                       | 2018  | Vidalo$$a         | Chris Macari                 |
| MQTB (feat. Booba)                       | 2018  | Vidalo$$a         | Chris Macari                 |
| Vie d'un lo$$a                           | 2018  | Vidalo$$a         |                              |
| A chaque jour ...                        | 2018  | Vidalo$$a         |                              |
| Superhéro                                | 2019  | BO de Black Snake | Karole Rocher Lenny Grosman  |

### Films
- 2013 : Karma
- 2019 : Paradise Beach